# Jacob Ngunzu
Jacob Ngunzu (* 1959) ist ein ehemaliger kenianischer Langstreckenläufer.
Er trat zwischen 1990 und 1997 zu zahlreichen Marathon- und Halbmarathonläufen an und wurde während dieser Zeit von Volker Wagner trainiert und gemanagt.
1990 und 1991 konnte er jeweils den 10.000-Meter-Lauf in Bremen gewinnen. Im Oktober 1992 sicherte er sich mit neuer persönlicher Bestzeit von 2:13:34 h den Sieg beim Lissabon-Marathon. 1993 triumphierte er im April beim Belgrad-Marathon und im Oktober beim Istanbul-Marathon. Innerhalb nur einer Woche gewann er schließlich im Oktober 1995 den Lausanne-Marathon sowie den Graz-Marathon.
1995 drehte Hans Heijnen eine 30-minütige Dokumentation über ihn und Kipsobai Koskei.